# سامسون (فیلم لهستانی ۱۹۶۱)
سامسون (به لهستانی: Samson) یک فیلم درام به کارگردانی آندری وایدا است که در سال ۱۹۶۱ منتشر شد.

## بازیگران
- سرژ مرلان
- آلینا یانوفسکا
- الژبیه‌تا کنپینسکا
- یان چیچیرسکی
- تادئوش بارتوشیک
- ووادیسواف کووالسکی
- ایرنا نتو
- بئاتا تیشکیه‌ویچ
- ادموند فتینگ
- آندژی خردر
- زیگمونت هیبنر
- زجیسواف ماکلاکیه‌ویچ
- ماگدا تِـرِسا وویچیک